# Ministère de la Santé et des Affaires sociales (Suède)
Pour les articles homonymes, voir Ministère des Affaires sociales.
Le ministère de la Santé et des Affaires sociales (Socialdepartementet) est un ministère du gouvernement suédois. À sa tête se trouve le ministre des Affaires sociales (socialminister).

## Histoire
Le ministère de la Santé et des Affaires sociales est créé en 1920. Il est dirigé par le ministre de la Santé et des Affaires sociales. Le poste est temporairement aboli entre 2014 et 2017 et est remplacé par la ministre de la Sécurité sociale Annika Strandhäll.
Depuis 1991, l'autre ministre qui exerce ses fonctions au ministère est le ministre de la Sécurité sociale.

## Liste des ministres de la Santé et des Affaires sociales
| Nom | Nom                 | Dates du mandat | Dates du mandat | Parti                          | Premier ministre                 |
| --- | ------------------- | --------------- | --------------- | ------------------------------ | -------------------------------- |
|     | Bernhard Eriksson   | 01.07.1920      | 27.10.1920      | SAP                            | Hjalmar Branting                 |
|     | Henning Elmquist    | 27.10.1920      | 13.10.1921      | Indépendant                    | Louis De Geer Oscar von Sydow    |
|     | Herman Lindqvist    | 13.10.1921      | 19.04.1923      | SAP                            | Hjalmar Branting                 |
|     | Gösta Malm          | 19.04.1923      | 18.10.1924      | Indépendant                    | Ernst Trygger                    |
|     | Gustav Möller       | 18.10.1924      | 07.06.1926      | SAP                            | Hjalmar Branting Rickard Sandler |
|     | Jakob Pettersson    | 07.06.1926      | 02.10.1928      | Libéral                        | Carl Gustaf Ekman                |
|     | Sven Lübeck         | 02.10.1928      | 07.06.1930      | Modérés                        | Arvid Lindman                    |
|     | Sam Larsson         | 07.06.1930      | 24.09.1932      | Libre d'esprit                 | Carl Gustaf Ekman Felix Hamrin   |
|     | Gustav Möller       | 24.09.1932      | 19.06.1936      | SAP                            | Per Albin Hansson                |
|     | Gerhard Strindlund  | 19.06.1936      | 28.09.1936      | Ligue des fermiers             | Axel Pehrsson-Bramstorp          |
|     | Gustav Möller       | 28.09.1936      | 16.12.1938      | SAP                            | Per Albin Hansson                |
|     | Albert Forslund     | 16.12.1938      | 13.12.1939      | SAP                            | Per Albin Hansson                |
|     | Gustav Möller       | 13.12.1939      | 01.10.1951      | SAP                            | Per Albin Hansson Tage Erlander  |
|     | Gunnar Sträng       | 01.10.1951      | 12.09.1955      | SAP                            | Tage Erlander                    |
|     | John Ericsson       | 12.09.1955      | 22.03.1957      | SAP                            | Tage Erlander                    |
|     | Torsten Nilsson     | 22.03.1957      | 19.09.1962      | SAP                            | Tage Erlander                    |
|     | Sven Aspling        | 19.09.1962      | 08.10.1976      | SAP                            | Tage Erlander Olof Palme         |
|     | Rune Gustavsson     | 08.10.1976      | 18.10.1978      | Parti du centre                | Thorbjörn Fälldin                |
|     | Gabriel Romanus     | 18.10.1978      | 12.10.1979      | Parti du peuple                | Ola Ullsten                      |
|     | Karin Söder         | 12.10.1979      | 08.10.1982      | Parti du centre                | Thorbjörn Fälldin                |
|     | Sten Andersson      | 08.10.1982      | 016.10.1985     | SAP                            | Olof Palme                       |
|     | Gertrud Sigurdsen   | 16.10.1985      | 29.01.1989      | SAP                            | Olof Palme Ingvar Carlsson       |
|     | Sven Hulterström    | 29.01.1989      | 11.01.1990      | SAP                            | Ingvar Carlsson                  |
|     | Ingela Thalén       | 11.01.1990      | 04.10.1991      | SAP                            | Ingvar Carlsson                  |
|     | Bengt Westerberg    | 04.10.1991      | 07.10.1994      | Parti du peuple - Les Libéraux | Carl Bildt                       |
|     | Ingela Thalén       | 07.10.1994      | 22.03.1996      | SAP                            | Ingvar Carlsson                  |
|     | Margot Wallström    | 22.03.1996      | 07.10.1998      | SAP                            | Göran Persson                    |
|     | Anders Sundström    | 07.10.1998      | 26.10.1998      | SAP                            | Göran Persson                    |
|     | Maj-Inger Klingvall | 26.10.1998      | 16.11.1998      | SAP                            | Göran Persson                    |
|     | Lars Engqvist       | 16.11.1998      | 01.10.2004      | SAP                            | Göran Persson                    |
|     | Berit Andnor        | 01.10.2004      | 06.10.2006      | SAP                            | Göran Persson                    |
|     | Göran Hägglund      | 06.10.2006      | 03.10.2014      | Chrétiens-démocrates           | Fredrik Reinfeldt                |
|     | Annika Strandhäll   | 27.07.2017      | 21.01.2019      | SAP                            | Stefan Löfven                    |
|     | Lena Hallengren     | 21.01.2019      | en cours        | SAP                            | Stefan Löfven                    |

## Liste des ministres de la Sécurité sociale
| Nom | Nom                       | Dates du mandat | Dates du mandat | Parti                          | Premier ministre  |
| --- | ------------------------- | --------------- | --------------- | ------------------------------ | ----------------- |
|     | Bo Könberg                | 04.10.1991      | 07.10.1994      | Parti du peuple - Les Libéraux | Carl Bildt        |
|     | Anna Hedborg              | 07.10.1994      | 22.03.1996      | SAP                            | Ingvar Carlsson   |
|     | Maj-Inger Klingwall       | 22.03.1996      | 14.09.1999      | SAP                            | Göran Persson     |
|     | Ingela Thalén             | 14.09.1999      | 10.10.2002      | SAP                            | Göran Persson     |
|     | Berit Andnor              | 10.10.2002      | 01.10.2004      | SAP                            | Göran Persson     |
|     | Ylva Johansson            | 01.10.2004      | 06.10.2006      | SAP                            | Göran Persson     |
|     | Cristina Husmark Pehrsson | 06.10.2006      | 05.10.2010      | Modérés                        | Fredrik Reinfeldt |
|     | Ulf Kristersson           | 05.10.2010      | 03.10.2014      | Modérés                        | Fredrik Reinfeldt |
|     | Annika Strandhäll         | 03.10.2014      | 01.10.2019      | SAP                            | Stefan Löfven     |
|     | Ardalan Shekarabi         | 01.10.2019      | en cours        | SAP                            | Stefan Löfven     |